# Nationalisme franc-comtois

Le drapeau de la Franche-Comté.

Le nationalisme franc-comtois, ou plus simplement nationalisme comtois, désigne un ensemble de mouvements culturels et politiques revendiquant entre autres une large autonomie voire l’indépendance de la région Franche-Comté, la défense de sa culture, de ses langues — franc-comtois d'une part et dialectes francoprovençaux d'autre part — et de sa gastronomie, ainsi que plus largement une décentralisation au niveau national et un arrêt du « parisianisme ».
Il existe actuellement deux partis de ce type, le Mouvement Franche-Comté (droite conservatrice) et Oui Franche-Comté (centre), après que le Rassemblement du peuple franc-comtois a disparu en 1999. Cependant on note la présence de quelques groupuscules prônant les valeurs identitaires franc-comtoises, tel que le Front comtois et d’autres groupes de moindre ampleur.
Le nationalisme franc-comtois se distingue d’autres mouvements comme le nationalisme basque et le nationalisme breton, du fait qu’il existe encore de nos jours une rivalité avec la Bourgogne voisine. En plus des « traditionnelles » revendications, ces nationalistes souhaitent également une séparation et une distinction claire entre la Franche-Comté et la Bourgogne, donc la dissolution de la région Bourgogne-Franche-Comté.

## Contexte et définition
Le nationalisme est un sentiment de vif attachement à la nation, c’est-à-dire d’une grande exaltation de l'idée nationale ; c'est également une doctrine politique qui affirme la primauté de l'intérêt national, sur les intérêts particuliers de ses composantes d'une part et sur les intérêts des autres nations d'autre part. Du fait de la formation territoriale de la France métropolitaine, un processus fluctuant qui s'étend du Traité de Verdun (août 843) au Traité de Paris (10 février 1947), la répartition des principaux mouvements indépendantistes métropolitains aux frontières hexagonales trouve une origine historique.

## Principales thématiques

### Divorce avec la France
Le nationalisme franc-comtois n'exprime que peu de volonté pour une indépendance. Cela s'explique par la situation géographique de la région, ce qui en ferait une enclave de facto dépendante de ses voisins, et possiblement économique. Cependant, l'idée d'un divorce entre la Franche-Comté et la France, n'est pas exclue. Cela au profit d'une annexion par un autre pays tel que la Suisse, comme Jean-Philippe Allenbach, chef du parti Mouvement Franche-Comté, l'avait évoqué, avec pour argument principal la proximité géographique et plus rarement les anciennes alliances entre les deux entités. La Belgique, ou plus généralement le Benelux, peut aussi prétendre à prendre la Franche-Comté sous son aile. Cela s'appuierait sur l'Histoire commune liant ces entités depuis bien avant les états bourguignons et le cercle de Bourgogne, jusqu'au moins les traités de Nimègue en 1678. Ces deux pays pouvant porter les attentes de certains nationalistes francs-comtois sont respectivement une confédération et un royaume fédéraliste. Ces deux systèmes de fonctionnement correspondent aux prétentions autonomistes des Francs-comtois.

### Autonomisme et régionalisme
À l'image du "Rassemblement du peuple franc-comtois", disparu en 1999 et du Mouvement Franche-Comté, la plupart des nationalistes francs-comtois militent pour l'autonomie de la Franche-Comté,. Pour cela, il est appelé à la création d'une fédération voire une confédération française qui déléguerait une plus grande partie de ses pouvoirs, actuellement centralisés à Paris, aux régions qui composent le territoire français.
Depuis 2016, et notamment la loi relative à la délimitation des régions, aux élections régionales et départementales et modifiant le calendrier électoral, le sujet devient d'autant plus important que la réunion des régions Bourgogne et Franche-Comté en Bourgogne-Franche-Comté, est perçue par de nombreux nationalistes comtois comme une annexion bourguignonne de la Comté. La plupart de ces militants luttant déjà pour une séparation et une distinction claire entre la Franche-Comté et la Bourgogne se retrouvent à revendiquer une indépendance vis-à-vis de la Bourgogne.

### Relations avec la région Bourgogne
La spécificité du nationalisme franc-comtois, en comparaison de la plupart des régionalismes français, est son rapport avec son voisin occidental, la région Bourgogne. Celui-ci s'illustre majoritairement par de la simple rivalité, mais peut aller jusqu'à de l'aversion ou au contraire du fraternalisme. La plupart des Francs-Comtois étant attachés à leur région, selon une enquête de LH2 faite en 2014, les railleries sur les Bourguignons vont de bon-train, sans pour autant être malveillantes ou exprimer quelconques intentions politiques.
Pour nombre de nationalistes comtois, la rivalité entre les peuples des deux côtés de la Saône, prend racine lors de la période protohistorique lorsque Éduens et Séquanes s'affrontaient, notamment pour le contrôle de la rivière. La référence au passé Séquane de la région franc-comtoise étant un des sujets primés par ces nationalistes, de nombreuses querelles ont lieu sur ce fond. Principalement sur le cas de la localisation du siège d'Alésia, qui a fait couler beaucoup d'encre et qui pour certains se situerai en fait dans le Jura comtois. Cependant, les vestiges retrouvés sur le site de Alise-Sainte-Reine, ne laissent peu de doute sur sa localisation bourguignonne.
Un autre élément pouvant peser dans la balance, sont les appartenances historiques de chacune des provinces. Le duché de Bourgogne étant un fief historiquement français et le comté de Bourgogne historiquement impérial (voire haut-bourguignon). Ces allégeances (bien que mises entre parenthèses sous les états bourguignons) ont mis en conflit les deux entités, lorsque leurs suzerains respectifs (Royaume de France pour le duché et Saint-Empire romain germanique ou Espagne pour le comté) ont pu se retrouver en guerre entre eux.
Depuis l'annexion française de la Franche-Comté, ces querelles n'ont plus vraiment lieu d'être. Cependant ce sont de toutes autres préoccupations qui nourrissent l'inimitié envers les Bourguignons. Les "deux Bourgognes" étant unies sous la bannière française, il apparait souvent que celles-ci soient réunies sous la simple appellation "Bourgogne". La Franche-Comté portant désormais son surnom, plutôt que son nom historique, se sent invisibilisée par ce nom trop général faisant référence à beaucoup trop d'entités pour correspondre à l'identité comtoise qui s'est formée au fil des siècles. Le mot "comté" est vraiment devenu un symbole fort de l'identité de ses habitants. Il est donc très significatif au point que ceux-ci se revendiquent "Comtois" plutôt que "Bourguignons". C'est donc dans l'esprit de conserver cette identité comtoise, presque millénaire, que les nationalistes (comtois) refusent toute association avec la Bourgogne ou d'autres régions françaises. Nombreux sont les événements ou productions, à portée nationale, voire internationale, qui ont fondue Franche-Comté et Bourgogne sous le simple nom de "Bourgogne". Ceci explique en partie les tendances anti-parisianiste des nationalistes comtois, puisque ceux-ci ont généralement pour origine la capitale française. C'est en général, la méconnaissance voire la désinvolture des Parisiens pour les cultures régionales, qui sont souvent aux origines de l'anti-parisianisme des mouvements régionalistes français.  
Encore aujourd'hui, les confusions entre duché de Bourgogne et comté de Bourgogne sont récurrentes en France, mais plus encore à l'étranger. L'Histoire franc-comtoise, se retrouve souvent confondue avec celle de la région Bourgogne et mal comprise par les Français, mais aussi par les principaux concernés Franc-comtois et Bourguignons. 
Malgré les nombreuses rivalités, elles n'empêchent pas qu'une part des Francs-Comtois, même dans les franges nationalistes, de considérer les Bourguignons comme un peuple fraternel. Cette idée étant bien plus présente outre-Saône, elle puise ses origines dans la période burgonde, mérovingienne, mais principalement des États bourguignons. Ceci a servi d'argument pour l'union des deux régions. À l'image de Marie-Guite Dufay, lorsqu'elle était présidente de la région Franche-Comté, qui s'est positionnée en faveur de l'union des deux régions, entre autres, pour leur "histoire commune".

### Autres

#### Le cas Belfortain/Terrifortain
Le Territoire de Belfort est un département français créé en 1922 à partir de l'arrondissement de Belfort, seule partie du Haut-Rhin et de l'Alsace restée à la France après la défaite de 1871. Il était à l'origine nommé « arrondissement subsistant du Haut-Rhin » mais ne réintègre pas le Haut-Rhin après 1919. Par un décret de 1960, il est rattaché à la circonscription d'action régionale de Franche-Comté, avant d'être rattaché à la région Franche-Comté lors de sa création en 1982 à la suite des lois sur la décentralisation. Il fait désormais partie de la région Bourgogne-Franche-Comté.
L'instauration d'un droit d'option dans la loi relative à la délimitation des régions permet toutefois au Territoire de Belfort de se prononcer, après le 1er janvier 2016, pour une intégration à la nouvelle région Grand Est (Alsace-Champagne-Ardenne-Lorraine), évoquée par certains élus,,,.

## Histoire du nationalisme comtois
Bien qu'aujourd'hui il n'existe plus de "nation Franc-Comtoise" à proprement parler, les partisans du nationalisme comtois font de nombreuses références à l'époque où ce fût le cas et notamment aux personnages qui ont défendu cette nation. D'ailleurs il n'est pas rare de retrouver de nombreuses références aux Séquanes et aux Burgondes, considérés comme les ancêtres des Franc-comtois.

### Le comté de Bourgogne
L'Histoire du nationalisme comtois pourrait commencer dès le Xe siècle avec la fondation du Comté de Bourgogne, ou en 1032, lorsque le comte Renaud Ier de Bourgogne, s'oppose à l'annexion du comté par le Saint-Empire romain germanique, ou encore lorsque Renaud III de Bourgogne tenta de s'affranchir de la tutelle de l'empereur et de devenir indépendant. Ce dernier sera même surnommé le "franc-comte" auquel on ajoute "et sa Franche-Comté"(ou son franc-comté). L'origine même du nom "Franche-Comté" serait donc liée à la volonté de devenir une nation indépendante. Elle n'y parviendra jamais, cependant elle profitera d'une large autonomie, procurée par son titre de palatinat et du fait que petit à petit les comtes de Bourgogne tellement lointains et peu appliqués dans la politique comtoise, lui laisseront une marge de manœuvre conséquente.
La devise comtoise actuelle (officialisée en 1986) exprime d'ailleurs un sentiment nationaliste comtois puisqu'elle semblerait issue du siège de Dole (1636), où les Francs-Comtois l'emportent sur la France. Au cours de cette bataille aurait été énoncée, lors d'un échange verbal entre les assaillants français et les assiégés francs-comtois : « Comtois, rends-toi ! Nenni, ma foi ! ». Plusieurs personnages présents pendant ce siège, tels que Louis de La Verne ou Jean Boyvin sont d'ailleurs glorifiés par les Francs-Comtois, au du moins les nationalistes.

### Le rattachement à la France
Les nombreuses guerres qui ravagent la Franche-Comté lors du XVIIe siècle marques profondément la région. Cela inspirera un fort sentiment anti-français dans la population paysanne et cléricale, mais séduira une partie de l'élite comtoise en même temps que d'en radicaliser une autre. Notamment lors de la période 1668-1674 ou un début de guerre civile démarre entre pro-français et pro-espagnol. Celle-ci s’interrompt à la suite de la bataille de Saint-Lothain, ou les pro-français menés par le marquis de Listenois sont écrasés par l'armée régulière comtoise, commandée par Lacuzon. 
Les combats menés lors de la guerre de Hollande accentues ces effets sur la population comtoise. C'est justement à cette période que s'illustre le célèbre Lacuzon, une figure des défenseurs de la Franche-Comté. Cependant, le Comté de Bourgogne est bien trop affaibli et seul pour résister une fois de plus aux Français. La région est conquise en 1676, annexée en 1678, à la suite des traités de Nimègue. Besançon, qui était jusque-là ville libre devient la capitale de la province, au détriment de Dole. De nombreux Comtois refusent de jurer allégeance au roi de France Louis XIV et s'exilent alors en Italie (à l'image de Lacuzon), en Suisse ou en Allemagne en attendant une « libération » prochaine. De même, des franc-comtois demanderont à se faire enterrer face contre terre en signe de protestation à l'encontre du « Roi-Soleil ». Les Français ont mauvaise presse dans la région au cours des années qui suivent, les propos anti-français devenant monnaies courante dans les villes et villages comtois. Le Français — comme le Suédois — sert d'insulte ou à terroriser les enfants. À l'inverse, les pro-français traitent leurs adversaires « d'Allemands », comme ce fût le cas à Vercel. D'ailleurs, dans le cadre des traites, la Franche-Comté est considérée comme « province à l'instar de l'étranger effectif », puis est considérée dès 1693 comme « province réputée étrangère » jusqu'à la fin de l'Ancien-Régime. Le parlement comtois proteste en vain pour garder son statut antérieur à 1693, la province commerçant encore essentiellement avec l'étranger.
Aujourd'hui encore la dévastation de la Franche-Comté par les Français, ainsi que le massacre de sa population (comme à Arcey en 1674) passe mal auprès d'amoureux de la région ainsi que de son peuple et bien évidemment sert d'argument à certains partis comme le Mouvement Franche-Comté, pour une indépendance ou, en tout cas, un divorce avec la France.
Pendant de nombreuses années suivant l'annexion, des groupes que nous pouvons clairement désigner comme nationalistes comtois, vont se former pour comploter et/ou lutter contre le pouvoir français et ainsi espérer un retour de la province dans les bras de l'Empire. À l'image des « loups des bois » ou de personnages comme l'abbé Gonzel et l'abbé Proudhon. Ces complots prenaient notamment place en Suisse et recrutaient principalement dans les rangs des cléricaux et des paysans. Surnommés les « malintentionnés », ils vont servir principalement au début du XVIIIe siècle au cours de la guerre de Succession d'Espagne. Ils vont cependant puis peu à peu s'essouffler, d'abord à cause d'une forte répression puis du fait d'un désintérêt croissant associé à une intégration de plus en plus efficace et bénéfique de la province au Royaume. Un irrédentisme persiste néanmoins et les complots contre la France vont connaître quelques relents sporadiques, notamment à la Révolution française, lors de l'occupation de la coalition à la chute du Premier Empire, à la fin du Second Empire (lors de la Commune de Besançon) puis au cours de l'occupation nazie. Ces dernières tentatives ne visaient plus tant à réintégrer le Saint-Empire romain germanique qu'à se rapprocher de l'Autriche des Habsbourg, de la Suisse voire de l'Empire allemand et du Troisième Reich.
Concernant ces intentions, Voltaire dira dans Le Siècle de Louis XIV (1751) : « Jamais peuple ne vécut sous une administration plus douce, et ne fut si attaché à ses souverains. Son amour pour la maison d'Autriche s'est conservé pendant deux générations ; mais cet amour était, au fond, celui de la liberté. » Paroles confirmées par le parlement bisontin lui-même qui, en 1787, déclare « Ces Rois [de la maison de Habsbourg] dignes de l'être qui, avec une exactitude religieuse, nous ont conservé notre constitution ».

### Histoire contemporaine
Aux lendemains de la Révolution française, Montbéliard est annexée et les départements français sont créés. La Franche-Comté est alors divisée en trois départements, le Doubs (comprenant Besançon), le Jura (comprenant Dole) et la Haute-Saône. Le territoire de Montbéliard est d'abord intégré au département de la Haute-Saône avant de rejoindre le Doubs en 1816. Quant à Belfort et ses environs, ils sont incorporés au département du Haut-Rhin s'agissant de territoires appartenant historiquement à l'Alsace, bien que francophones.
L'éclatement des provinces historiques le 4 mars 1790 marque un tournant pour les nationalismes en France. Le jacobinisme est désigné comme l'adversaire direct de ce qui commence à devenir le régionalisme. Les Francs-Comtois, par l'intermédiaire de leurs députés, s'opposent à la constituante de mars 1790, arguant que la province était déjà bien assez petite (Montbéliard et Belfort n'en faisaient pas partie) et que Besançon était une capitale accessible à la population comtoise. Cette opposition se  manifeste d'août à novembre 1789 lorsqu'un mouvement d'union déambule dans la région. Les quatorze  bailliages de la région feront ensuite allégeance commune : « Les quatorze villes baillagères de la province et leurs milices nationales contractent [...] sur l'autel de la patrie l'engagement le plus solennel de demeurer unies et confédérées par les liens de la fraternité la plus étroite. Leurs représentants invitent, ils conjurent, les villes, les bourgs, les communautés des campagnes, d'adhérer à cette association [...]. »
En 1814, lors de la chute de l'Empire français, la Franche-Comté renaît succinctement sous la volonté des forces coalisées et la forme d'un nouvel État, un État tampon entre l'Allemagne et la France. Celui-ci est composé de l'ancienne province de Franche-Comté (départements de Haute-Saône, du Doubs et du Jura), du département des Vosges, ainsi que des anciennes principautés de Montbéliard et de Porrentruy (correspondant à l'ancien département du Mont-Terrible), est institué le 27 janvier 1814. Il fut alors décidé d'en installer le siège dans la préfecture haut-saônoise, Vesoul. Cet État de Franche-Comté, est placé sous la gouvernance de Conrad Karl Friedrich von Andlau-Birseck, qui en est aussi nommé comme son souverain. La brève renaissance de la Franche-Comté se termine le 6 juin de la même année et chaque département retourne à la France, avec le statut qui était le leur avant la création du nouvel État.
Malgré le fait que la province n'existe plus en tant que telle, le XIXe siècle est une période d'épanouissement pour la culture ainsi que le développement économique et intellectuel de la Franche-Comté. Sous l'impulsion de personnalités locales telles que Charles Nodier, Pierre-Joseph Proudhon et Charles Weiss, les intellectuels Comtois cherchent à sauvegarder leur identité et leur histoire. Cette démarche s'inscrit par exemple au sein de sociétés savantes parmi lesquelles l'académie des sciences, belles-lettres et arts de Besançon et de Franche-Comté ou des journaux comme le Petit Comtois. 
Ce n'est qu'en 1960 que l'entité franc-comtoise renaît. Les trois départements sont réunis avec le 90e département français, le Territoire de Belfort, pour former la région administrative de Franche-Comté.
En 2016, à la suite de la loi relative à la délimitation des régions, aux élections régionales et départementales et modifiant le calendrier électoral, la Franche-Comté fusionne avec la région Bourgogne pour former la région Bourgogne-Franche-Comté.
Cette fusion semble être majoritairement impopulaire dans la population comtoise, car dès 2015, un sondage d'opinion BVA pour la presse régionale révèle que les Francs-Comtois sont satisfaits à 37 % de ce découpage ; l'insatisfaction est encore plus forte sur la question de la localisation de la capitale régionale à Dijon : seuls 29 % d'entre eux pensent que c'est une bonne chose. Le sondage est réitéré en 2019 et l'impopularité  de la grande région semble s'être aggravée, 73 % des Comtois étant désormais insatisfaits de la fusion. En 2022, un sondage réalisé par OpinionWay pour le Mouvement Franche-Comté et Oui Franche-Comté révèle que  60 % des Francs-Comtois souhaitent que la Franche-Comté se sépare de la Bourgogne.

## Culture et identité franc-comtoise

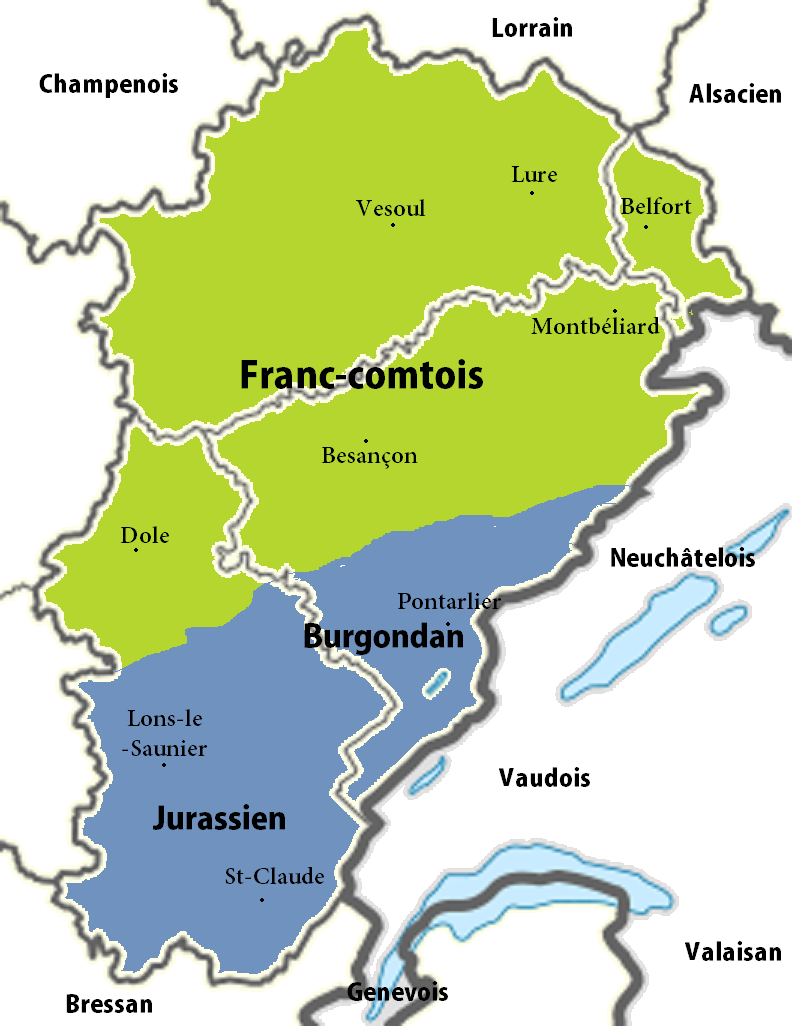
- En vert : franc-comtois (langue d'oïl). * En bleu : francoprovençal : jurassien et burgondan, les deux dialectes de cette langue parlés en Franche-Comté.

### Langue et dialectes
Bien qu'aujourd'hui, la plupart des Francs-Comtois ne parlent que le français, il subsiste néanmoins un particularisme et un accent régional (comme la plupart des régions françaises). Cependant, il existe plusieurs langues typiques de la région, qui ne disposent que peu de locuteurs. Ces langues sont :

- Le franc-comtois, issu de la famille des langues d'oïl germanisées.
- Le francoprovençal (ou arpitan), issu de la famille des langues gallo-romanes. En Franche-Comté, il se divise en plusieurs dialectes qui sont :
  - Le burgondan.
  - Le jurassien.

### Emblèmes et devise
Il existe un certain nombre d'emblèmes francs-comtois dont beaucoup sont tirés des diverses racines historico-culturelles de la région (Bourgogne, Empire Germanique, etc.)
- La croix de Bourgogne fait partie de l'héritage des comtes de la maison de Valois-Bourgogne à la Franche-Comté. Cet emblème national[23], puis régional est fréquemment arboré en Franche-Comté. Elle apparaît notamment sur le sceau du parlement de Dole. La croix de Bourgogne a été l'emblème des ducs-comtes de Bourgogne, puis des rois d'Espagne (sur leurs armoiries jusqu'en 2014) depuis Jean sans Peur.

- Les armoiries de Franche-Comté : D'azur semé de billettes d'or au lion du même, armé et lampassé de gueules, brochant sur le tout au même titre que son drapeau.
- Le drapeau de Franche-Comté fut choisi par Othon IV en 1279 pour se rapprocher de la France, il perdra ce sens avec le temps pour devenir et rester l'emblème comtois par excellence. On le retrouve également sur le sceau du Parlement de Dole ainsi que sur les armoiries d'un grand nombre de villes de Franche-Comté telles Dole, Vesoul, Luxeuil, Ornans… La couleur azur exprime la fidélité, l'or l'intelligence et le prestige, et le rouge (le gueules en langage héraldique) le désir de servir sa patrie. Les billettes d'or sont là pour rappeler l'omniprésence des forêts en pays comtois.[réf. nécessaire] Pour être authentique, le lion doit avoir un sexe, les griffes et la langue rouges et une couronne, soulignant la souveraineté de la Comté.

- L'Aigle germanique de gueules, à l'aigle éployée d'argent a été reprise par les premiers comtes de Bourgogne qui étaient vassaux du Saint-Empire romain germanique sur leur écu. Il fut plus tard remplacé par le lion d'Othon présent sur le drapeau franc-comtois. On retrouve aussi l'aigle sur les armoiries actuelles de Besançon. Dépendant directement du Saint-Empire pendant des siècles bien que le reste de la Comté demeurait autonome, la ville conserva l'aigle noire sur ses armes.
- Les ramures de cerf des Wurtemberg sont l'héritage d'une histoire marquée par la Maison de Wurtemberg, les Trois demi-ramures de cerf de sable apparaissent sur les blasons de plusieurs villes du Pays de Montbéliard, rappelant le passé original de cette terre protestante.
- La devise de la Franche-Comté est : Comtois, rends-toi ! Nenni, ma foi ![24],[25]. Ce qui symbolise l'opiniâtreté et la détermination du Comtois.
- La devise du drapeau comtois : Là où flotte le drapeau comtois, qui que tu sois, tu es chez toi !

Le drapeau franc-comtois D'azur semé de billettes d'or, au lion couronné du même, armé et lampassé de gueules.
Le blason franc-comtois.
L'Aigle germanique De gueules, à l'aigle éployée d'argent.
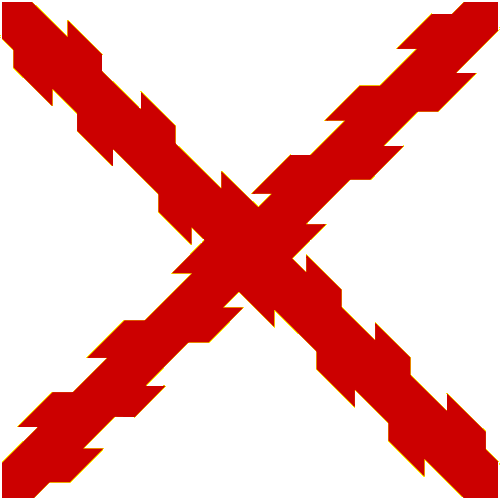
La croix de Bourgogne D'argent au sautoir écoté de gueules.
Les ramures de cerf des Wurtemberg D'or aux trois demi-ramures de cerf de sable.

## Principaux mouvements
Note : Cette rubrique ne rassemble que les informations générales relatives aux principaux mouvements nationalistes francs-comtois.

### Oui Franche-Comté
Oui Franche-Comté est une initiative transpartisane lancée fin 2020 par Elias Ouharzoune, cadre départemental des Jeunes démocrates, le mouvement de jeunesse du parti centriste MoDem, et constituée en association le 21 octobre 2021 sous le nom Pour la collectivité territoriale unique de Franche-Comté. Elle vise à promouvoir la culture franc-comtoise, à lutter contre les conséquences de la fusion des régions Bourgogne et Franche-Comté en 2015, à défendre la présence d'instances régionales à Besançon (conseil régional, rectorat, université, etc.) contre le risque d'une centralisation à Dijon et à amener dans le débat l'idée d'une fusion des 4 départements de Franche-Comté, à l'image de la création de la CEA en Alsace dans le but de faire renaître la région historique et culturelle de Franche-Comté. L'objectif final du mouvement est d'arriver à la création d'une collectivité unique de Franche-Comté ayant les compétences des départements et de l'actuelle région administrative Bourgogne-Franche-Comté,. La création de ce mouvement est accueilli de manière favorable par le principal parti régionaliste Mouvement Franche-Comté qui y voit des "alliés". À la fin 2021, l'association revendique un peu plus d'une cinquantaine d'adhérents (adhésion gratuite), et le marrainage de Laurence Sémonin.

### Le Mouvement Franche-Comté
Le Mouvement Franche-Comté (MFC) représente le principal parti nationaliste franc-comtois après la disparition du RPFC. Il s'agit plus précisément d'un mouvement régionaliste autonomiste franc-comtois, fondé en 2006 par Jean-Philippe Allenbach possédant un siège à Besançon, place du Huit septembre. Son objectif « est de rassembler dans une perspective  d'action commune toutes celles et tous ceux - de quelque sensibilité ou appartenance politique (sauf extrémiste) qu'ils soient - qui en Franche-Comté veulent avant tout défendre les intérêts de leur quartier dans  leur commune, de leur commune dans leur région et de leur région en France et en Europe. »

### Le Rassemblement du peuple franc-comtois
Le Rassemblement du peuple franc-comtois (RPFC) fut créé en 1994 à Besançon, dans le but de rassembler les Francs-Comtois militant pour le fédéralisme et l'autonomie de la région. Ce parti a définitivement cessé ses activités en 1999 après la création du Mouvement Franche-Comté, ligue qu'ont rejoint de nombreux membres du RPFC après sa disparition. Au niveau de l’échiquier politique, le RPFC ne se situait pas dans le clivage idéologique « gauche-droite » en dehors de son projet politique fédéraliste et d'autonomie pour la Franche-Comté, mais rejetait l’extrême-droite. Le symbole principal utilisé par le mouvement est le blason franc-comtois au lion doté en haut à droite des étoiles européennes. Le RPFC fait apparaître également sur ses documents une tête de lion comtois, couronné, brochant sur une croix de Bourgogne (une croix de saint André, symbole politique franc-comtois du XVIIIe siècle).

### Franche-Comtât Abada!
Franche-Comtât Abada ! est un mouvement militant franc-comtois créé à Besançon en 2007, dont le site s’appelle Identité Comtoise. Le site est particulièrement actif en ce qui concerne la défense du langage traditionnel, qu'il juge en voie d’extinction et à sauver de toute urgence. Le terme Franche-Comtât Abada signifie Mouvement Franche-Comté ou Franche-Comté en mouvement en arpitan, et il lutte contre le centralisme et pour la valorisation culturelle de la région tout en rejetant le racisme et la violence. Le groupe utilise, comme beaucoup, le drapeau comtois au lion ainsi que la croix de Bourgogne comme symbole, mais arbore également une étoile billetée, mélange d'une étoile bleue et des billettes du drapeau comtois.

### Le Front comtois

Logo officiel du Front comtois.

Le Front comtois est un mouvement de jeunesse d’extrême droite à connotation politique, de type identitaire. Ce mouvement a pour but la revalorisation de la culture et de l'identité franc-comtoise en remettant au goût du jour la plupart des traditions de cette région, et en stoppant définitivement l’immigration ainsi qu’en expulsant toutes les personnes étrangères extra-européennes ainsi que la totalité des musulmans et des juifs de la région. Le parti se déclare vouloir « combattre pour une nation blanche, européenne et chrétienne. » Aussi, le négationnisme, l’homophobie, le rétablissement de la peine de mort en France et la lutte très active pour l’abolition des lois autorisant l’IVG ainsi que la défense de l’écologie et l’anti-mondialisme font partie des idéologies reconnues au Front comtois, que le mouvement assume publiquement dans la plupart des cas. Le mouvement est également accusé par la plupart des médias locaux d’avoir des idéologies à connotation nazie notamment du fait de ses prises de positions ambiguës sur le peuple juif et son histoire ainsi que par rapport à des saluts fascistes.

### Autres
Il existe un groupe qui milite pour la défense de l’identité franc-comtoise et une plus grande autonomie de la région : le Mouvement Indépendantiste Franc-Comtois. Il s’agit d’un groupuscule rassemblant quelques personnes qui se définit ainsi : « comme le veut la tradition, et cela depuis les faits d’armes des patriotes comtois au XVIIe siècle, le M.I.F.C se veut transparent. Notre groupe se cache, loin des yeux des politiques, certains dans les Montagnes, d'autres dans le Bas-Pays. Nous ne pouvons en dire plus pour le moment, mais nous devons réécrire l’histoire de la nation des Séquanes. »

## Le Saugeais
Un cas qui peut être associé à une tendance nationaliste, régionaliste voire indépendantiste est celui de la République libre du Saugeais. Cependant il s'agit plus d'une intention bon-enfant folklorique, que d'un réel esprit régionaliste ou nationaliste.
Le Saugeais ou Sauget est une entité géographique composée de onze communes du Haut-Doubs en France réunies en une république folklorique baptisée « République libre du Saugeais ». Montbenoît en est la capitale politique, et Gilley la capitale économique. La république du Saugeais fait au total 125 km2. Elle dispose d'une présidente élue à vie, par un système de grands électeurs représentant les onze communes.